# Tlačni ventil
Tlačni ventil utječe na tlak u sustavu ili dijelu sustava (hidraulički pogon, pneumatski sustav i tako dalje), oni su izvršni elementi za upravljanje i za regulaciju tlaka, kao i za niz drugih funkcija zasnovanih na tlaku.

## Vrste tlačnih ventila u hidraulici
Prema funkciji tlačni ventili dijele se na:
- ventile za ograničavanje tlaka,
- redoslijedne ventile i
- redukcijske ventile.

Poželjna bi bila vodoravna karakteristika tlačnih ventila (konstantni tlak bez obzira na protok). Međutim, pad tlaka na ventilu umjereno se povećava s povećanjem protoka kroz ventil.

### Ventil za ograničavanje tlaka
Ventil za ograničavanje tlaka osigurava da tlak u sustavu ne prijeđe maksimalno dopuštenu vrijednost. Koriste se kao sigurnosni ventili (za zaštitu od prekomjernog tlaka), kao kočni ventili (za zaštitu od tlačnih udara koji nastaju na primjer prilikom zatvaranja razvodnika) ili kao ventili za protudržanje. Potrebni su i prisutni u svim hidrauličkim sustavima, tipično se postavljaju na izlazu hidrauličke pumpe, za zaštitu pumpe i sustava od prekomjernog tlaka.
Ventil za ograničavanje tlaka u normalnom je položaju zatvoren. Na ventilu se skraćivanjem ili produžavanjem opruge namjesti željeni maksimalni tlak pri kojem će pritisak na pladanj ventila svladati silu u opruzi, gurnuti pladanj i na taj način otvoriti ventil. Tlak otvaranja veći je od tlaka zatvaranja ventila za 10 - 15% (histereza). U ventile za ograničenje tlaka često se ugrađuju prigušni klipovi ili prigušnice za smanjenje brzine zatvaranja (brzo otvaranje i usporeno zatvaranje). Time se sprječavaju štete od tlačnog udara kakvi se javljaju npr. ako se zatvaranjem ventila trenutačno obustavi protok prema nekom potrošaču.
Ventil za ograničenje tlaka izvodi se kao direktni do nazivnog tlaka NP 10, dok se za veće tlakove (zbog povećanih sila) koriste indirektno upravljani ventili.

### Sigurnosni ventil
Sigurnosni ventil osigurava da ne dođe do prekoračenja tlaka u dovodnom vodu. Ako tlak u dovodnom vodu poraste iznad namještene vrijednosti, dovod se spaja s odzračnim odvodom sve dok tlak ne padne ispod namještene vrijednosti.

### Redoslijedni ventili
Još se nazivaju slijedni, priključni, tlačni priključni ili uključni/isključni ventili. Po konstrukciji i djelovanju nalikuju ventilima za ograničenje tlaka. Njihova funkcija je da pri određenom nivou tlaka uključuju ili isključuju iz rada dio hidrauličkog pogona, tako da uključe ili isključe njegovo napajanje. Moguć je niz rješenja u kojima se kombinira direktno ili indirektno upravljanje, s upravljanjem putem tlaka (vanjskog ili unutrašnjeg) ili daljinskim. Isključni ventil upravljan vanjskim tlakom praktički se ne razlikuje od ventila za ograničenje tlaka.

### Proslijedni tlačni ventili
Konstrukcija ventila ista je kao kod sigurnosnih ventila, ali je namjena različita. Na njima je izlaz (prema drugim uređajima) otvoren samo dok je tlak na ulazu veći od namještene vrijednosti (prosljeđuju dalje povišeni tlak, ako je veći od namještenog).

### Redukcijski ventili
Nazivaju se još i ventili za regulaciju tlaka (regulatori tlaka). Njihov zadatak je održavanje približno konstantne zadane razine sniženog izlaznog tlaka uz povišen ulazni tlak. Izlaznim tlakom napaja se aktuator, tako da se taj tlak namješta sukladno potrebama aktuatora. Zato se izlaznim tlakom upravlja s radne strane (od aktuatora). Redukcijski ventil je u normalnom položaju otvoren. Ventil se smješta uz aktuator, tako da ograničava njegovu maksimalnu silu. U cilju povećanja stabilnosti regulacije tlaka, često se pomicanje ventila usporava ugradnjom prigušnica. 
Postoje dva tipa redukcijskih ventila:
- dvograni i
- trograni

Trograni redukcijski ventil predstavlja kombinaciju redukcijskog i sigurnosnog ventila: u slučaju prekomjernog tlaka rasterećuje granu tako da se izlazni priključak spoji sa spremnikom.

## Tlačni ventili u pneumatici
Tlačni ventili koriste se za regulaciju tlaka stlačenog zraka, kao i za niz drugih funkcija zasnovanih na razini tlaka. Tlačni ventili dijele se na:
- regulatori tlaka ili ventili za regulaciju tlaka;
- sigurnosni ventili (spadaju u grupu ventila za ograničenje tlaka);
- proslijedni tlačni ventili (spadaju također u grupu ventila za ograničenje tlaka).

### Regulator tlaka ili ventil za regulaciju tlaka
Dva su osnovna tipa regulatora tlaka:
- regulator bez korekcije prekoračenja tlaka u odvodnom kanalu (podesivi regulator tlaka bez ispusta);
- regulator s korekcijom prekoračenja tlaka u odvodnom kanalu (podesivi regulator tlaka s ispustom).

### Sigurnosni ventil
Sigurnosni ventili (ventili za ograničenje tlaka) osiguravaju da ne dođe do prekoračenja tlaka u dovodnom vodu. Ako tlak u dovodnom vodu poraste iznad
namještene vrijednosti, dovod se spaja s odzračnim odvodom sve dok tlak ne padne ispod namještene vrijednosti.

### Proslijedni tlačni ventili
Konstrukcija proslijednog tlačnog ventila ista je kao kod sigurnosnih ventila, ali je namjena različita. Na njima je izlaz (prema drugim uređajima) otvoren samo dok je tlak na ulazu veći od namještene vrijednosti (prosljeđuju dalje povišeni tlak, ako je veći od namještenog).